# Volkswagen Caminhões e Ônibus
Volkswagen Caminhões e Ônibus (Volkswagen Camiones y Autobuses), es actualmente un segmento de la empresa MAN Latin América para el sector de autobuses y camiones. Esta firma fue fundada originalmente en 1980, después de la compra de las acciones que tenía la Chrysler Motors do Brasil por parte de la VW do Brasil, con lo que luego surgiría dicha firma, ahora de la clase de sociedades joint stock entre las firmas germanas Volkswagen AG y MAN AG.

## Historia
La planta de Chrysler do Brasil fabricaba, desde 1969; tres modelos de camiones de la Dodge; el grande D-700, el tipo medio D-400, y la pick-up D 100 (entre 1969 y 1971).
Luego, la Volkswagen AG en 1975 adquiere una pequeña participación accionaria dentro de la Chrysler Motors do Brasil Ltda., que en 1980 posteriormente termina por comprar las acciones restantes y cambia el nombre de la empresa a Volkswagen Caminhões Ltda., lanzando su primer camión producido en dicha factoría en noviembre de 1981. Con este acto, se inició una nueva era dentro de la Volkswagen, con la entrada de la marca en la producción de vehículos pesados, que cubrían la gama de carga de entre de 5 a 45 ton.
Volkswagen Vehículos Comerciales tomó luego el control de la división de camiones y autobuses en el año 2000. Desde entonces, la VWCV procuró la expansión del mercado hacia otras regiones, así como dentro de la propia Sudamérica.

## Actualidad

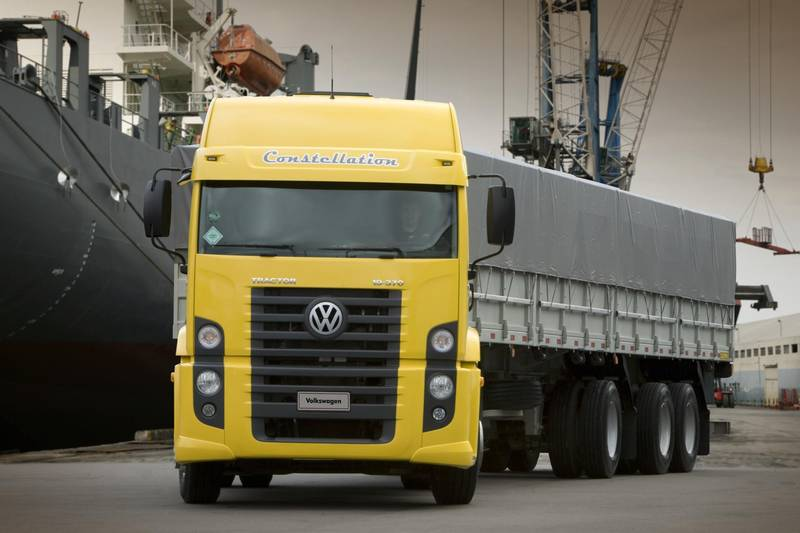
VW Constellation

Los camiones y buses de la Volkswagen son producidos en Brasil (en la factoría de Resende), siendo despachados como conjuntos SKD hacia Sudáfrica, México y Emiratos Árabes Unidos (Abu Dhabi), donde se tienen otras facilidades de producción y montaje. Nuevos mercados están siendo estudiados en las regiones del medio oriente y en Australia.
La Volkswagen Camiones lanza en la primavera de 2005 su nueva serie de camiones; todos ellos propulsados por motores de la MAN, el más destacado es el Constellation, con nuevo diseño en su cabina (que ya no está basada en diseños anteriores de la MAN de la década de 1970), y con un peso de arrastre entre 33 y 45 toneladas, y sus futuras versiones podrán tener una capacidad de hasta de 57 toneladas.
Actualmente, la firma VW Caminhões e Ônibus hace parte del grupo MAN AG, que extiende sus operaciones en la región con la compra de una parte de las acciones de la firma sus operaciones en América del Sur.